# トーニャ・サンダース
トーニャ・サンダース（Tonya "Teee" Sanders、出生時の姓は Williams、現姓はSlacanin、女性、1968年3月28日 - ）は、アメリカ合衆国の元バレーボール選手である。元アメリカ合衆国代表で1992年のバルセロナオリンピック銅メダリスト。

## 来歴
カリフォルニア州ロングビーチ出身。大学はハワイ大学に進学、レインボウ・ワヒナバレーボールチーム（英語版）でNCAAオールアメリカンに3年連続選出されるなど活躍した。この頃、陸軍兵士と結婚し、ウィリアムス姓からサンダース姓となった。後に離婚してウィリアムス姓に戻ったが、現在はクロアチアのビーチバレー選手であったDrazen Slacanin（ドイツ語版）と再婚し3人の子宝に恵まれた。
1992年にバルセロナで開催されたオリンピックでは銅メダルに輝いた。またクラブチームではドイツのUSCミュンスターなどに所属して、1994年のCEVカップや2004年のドイツ選手権優勝などを遂げた。またインドアだけでなくビーチバレーでも活躍し、2003年にはイネス・ピアンカとペアを組み優勝実績がある。

## 球歴
アメリカ合衆国代表 - 1990-1996年
- 1990年 - グッドウィルゲームズ
- 1990年 - 世界選手権（銅メダル）
- 1991年 - ワールドカップ（4位）
- 1992年 - バルセロナオリンピック（銅メダル）
- 1994年 - 世界選手権（6位）
- 1995年 - パンアメリカン競技大会（銀メダル）
- 1995年 - カナダカップ（金メダル）
- 1995年 - ワールドグランプリ（金メダル）
- 1996年 - アトランタオリンピック（7位）

## 受賞歴
- NCAA - オールアメリカン ファーストチーム（1987年、1988年、1989年）
- AVCA（全米バレーボールコーチ協会）- 全米年間優秀選手（1987年、1989年）